# 3432 Kobuchizawa
3432 Kobuchizawa eller 1986 EE är en asteroid i huvudbältet som upptäcktes den 7 mars 1986 av de japanska astronomerna Masaru Inoue, Takeshi Urata och Osamu Muramatsu vid Kobuchizawa-observatoriet. Den är uppkallad efter Kobuchizawa-observatoriet, med vilken den upptäcktes.
Asteroiden har en diameter på ungefär 16 kilometer.